# Aulacorhynchus lautus
Aulacorhynchus lautus és una espècie d'ocell de la família dels ramfàstids (Ramphastidae) que habita la selva humida de la Sierra Nevada de Santa Marta, al nord de Colòmbia.